# Vikramabahu de Ruhunu
Vikramabahu fou rei de Ruhunu del 1037 al 1049. Era fill de Mahinda V que el 1017 havia estat fet presoner pels coles i fou proclamat pels notables de Ruhunu quan es va saber que Mahinda V havia mort en captivitat el 1029 (cosa que es va saber uns anys després)
Vikramabahu va començar els preparatius per expulsar els invasors de l'illa i establir la seva autoritat sobre la part nord que romania sota ocupació. Els nobles de Ruhunu van reunir diners i van aixecar un exèrcit de cent mil homes. Va acceptar la fabricació de joies reals, així com de la corona, canòpia i tron, però es va negar a la sol·licitud dels nobles de ser designat rei fins no haver acomplert l'objectiu de l'expulsió dels coles.
Però abans d'aconseguir res decisiu, va morir de malaltia el 1049. Hauria regnat uns dotze anys. El va succeir el influent noble Kirti.